# 코오롱생명과학
코오롱생명과학 주식회사는 코오롱그룹 계열의 바이오 기업으로, 본사는 서울특별시 강서구 마곡동로 110 코오롱 One&Only 타워에 있다.

## 소송
이웅열 코오롱그룹 명예회장과 코오롱 법인 등이 성분 조작 의혹에 관여하여 자본시장과 금융투자업에 관한 법률 위반 등의 혐의로 기소되어 재판이 진행중에 있다
2019년 식품의약품안전처 품목허가 취소처분의 위법 및 부당성에 대한 법원 판단을 구하기 위해 행정 소송을 제기했으나 1심과 2심에서 모두 패소했다.

2024년 7월 인보사의 허위 공시 의혹으로 손해를 본 주주들이 코오롱생명과학을 상대로 낸 민사소송에서 서울남부지법 민사7단독 최병률 판사가 피해액 전액을 배상하라는 판결을 하였다.

## 사고
2024년 7월 경북 김천시 어모면에 위치한 SC사업부문에 해당하는 제품들이 생산되는 코오롱생명과학 김천2공장에 화재가 발생하였다.

## 같이 보기
- 인보사